# 미라 푸를란
미라 푸를란(크로아티아어: Mira Furlan, 1955년 9월 7일 ~ 2021년 1월 20일)은 크로아티아의 배우이자 가수이다. 텔레비전 드라마 시리즈 바빌론 5의 델렌과 로스트의 대니엘 루소역을 맡은 것으로 잘 알려져 있다.

## 개인사
남편인 고란 가이치는 영화 감독이다.